# 1990'erne
Århundreder: 19. århundrede – 20. århundrede – 21. århundrede
Årtier: 1940'erne 1950'erne 1960'erne 1970'erne 1980'erne – 1990'erne – 2000'erne 2010'erne 2020'erne 2030'erne 2040'erne
År: 1990 1991 1992 1993 1994 1995 1996 1997 1998 1999

## Begivenheder

### Udlandet
- Kloning (af fåret Dolly).[1]
- Human Genome Projektet påbegyndtes.
- Grafregnere[2] med Computer Algebra System (CAS),[3] som kan løse ligning & differentialligning og beregne differentialkvotient & stamfunktion, kom i handlen.[4]
- Fald i prisen på computere[5] og anden teknologi forårsagede en kraftig vækst i brugen af internet.[6]
- Begyndelsen på GATT, verdenshandelsorganisationen og andre globale økonomiske institutioner.
- NAFTA trådte i kraft.[7]
- Québec afholdt igen folkeafstemning om løsrivelse fra Canada.[8]
- De to tyske stater blev genforenet d. 3. oktober 1990 ved at DDR's territorium blev optaget i Forbundsrepublikken Tyskland.[9]
- Ved det tyske forbundsdagsvalg i 1998 blev kansleren Helmut Kohl (CDU) afløst af Gerhard Schröder (SPD).[10]
- DDR’s mangeårige statsmand, Erich Honecker, døde i Chile i 1994.[11]
- I oktober 1998 blev Augusto Pinochet arresteret i London.[12]
- Tjekkoslovakiet blev delt igen,[13] og blev til i 1993 til landene Tjekkiet og Slovakiet.[14]
- Sovjetunionens sammenbrud i 1991 betød Den kolde krigs ophør og 15 nye lande på verdenskortet.[15]
- Boris Jeltsin var Ruslands præsident 1991 - 99.[16]
- Krige i den russiske provins, Tjetjenien[17]
- EF blev til et tættere samarbejde ved dannelsen af EU i 1993.[18] Sverige, Finland og Østrig blev medlemmer af EU i 1995.[19]
- 1991 - 94 Carl Bildt (Moderaterne) var Sveriges statsminister.[20]
- Polen, Tjekkiet og Ungarn blev medlemmer af NATO i 1999.[21]
- I 1994 blev Silvio Berlusconi for første gang Italiens ministerpræsident.[22]
- Den globale menneskeskabte indflydelse på miljøet blev alment accepteret.
- Lady Diana, prinsesse af Wales, blev kun 36 år gammel.[23]
- Den amerikanske sanger John Denver styrtede ned med sit fly i Monterey Bay ved byen Pacific Grove og omkom d. 12. oktober 1997; han blev 53 år gammel.[24]
- John Major (Conservative) var britisk premierminister 1990-97.[25] Den følgende premierminister var Tony Blair (Labour).[26]
- Oklahoma City-bombningen[27]
- Bill Clinton (demokraterne)[28] vandt præsidentvalget i 1992 og opnåede genvalg i 1996.
- Bill Clinton udtalte: “I did not have a sexual relationship with that woman”[29] som et bidrag til beretningen om præsidenten og praktikanten, Monica Lewinsky.[30]
- Jugoslaviske Borgerkrig[31]
- Golfkrigen 1991[32] og embargo mod Irak[33]
- Japans finansielle krise i 1992[34]
- Efter 1992 steg aktiemarkedet kraftigt. Hen mod årtiets slutning var stigningen særligt kraftig for IT-virksomheder og virksomheder inden for bioteknologi.
- Borgerkrig mellem hutuer og tutsier, der udviklede sig til Folkedrabet i Rwanda i 1994.[35]
- Eritrea opnåede uafhængighed fra Etiopien.[36]
- Namibia blev uafhængigt fra Sydafrika.[37]
- Apartheid blev opgivet i Sydafrika,[38] og en ANC-ledet regering[39] med Nelson Mandela som præsident overtog magten.[40]
- Israels premierminister Yitzhak Rabin blev skudt og dræbt,[41] men inden opnåede han og to andre at modtage Nobels Fredspris.[42]
- Benjamin Netanyahu blev Israels ministerpræsident i 1996.[43]
- Nordyemen og Sydyemen[44] blev forenet til Yemen.[45]
- Den pakistanske general, Pervez Musharraf, blev landets præsident.[46] Pakistan blev atomvåbenejer.[47]
- Den kinesiske politiker Deng Xiaoping døde[48] (92 år gammel).[49]
- Den tidl. britiske prinsesse lady Diana mistede livet (36 år gammel).[50]
- Giftgasangrebet i Tokyos undergrundsbane 1995[51]
- Frygt for kogalskab og mulig sammenhæng med Creutzfeldt-Jakobs sygdom (CJD) kostede mange britiske køer livet.[52]
- År 2000-problemet[53]

### Danmark
- Jens Christian Skou,[54] Aarhus Universitet, modtog Nobelprisen i kemi.[55]
- Syddansk Universitet opstod i 1998[56] ved en fusion af flere uddannelsesinstitutioner: Odense Universitet, Sydjysk Universitetscenter og Handelshøjskole Syd/Ingeniørhøjskole Syd.[57]
- IT-Universitetet blev etableret i 1999.[58]
- Danmarks fodboldlandshold vandt europamesterskabet i 1992.[59] Sverige var værtsland.[60]
- Med træneren, Ulrik Wilbek,[61] lykkedes det for Danmarks damehåndboldhold at opnå en række sejre.
- Danmarks kvindelige hold vandt olympisk sølvmedalje i curling under vinter-OL 1998 i Nagano.[62]
- Danmark fik fire forbehold, der betyder, at Danmark ikke deltager i EU's forsvarspolitik, den fælles valuta, Euroen, og dele af retspolitikken.[63]
- I 1992 blev Svend Auken erstattet med Poul Nyrup ved Formandsopgøret i Socialdemokratiet.[64]
- Folketingsvalget i 1990[65] gav Schlüter-regeringen mandat til at fortsætte; men i 1993 blev Schlüter-regeringen afløst af Nyrup-regeringen; Nyrup-regeringen opnåede mandat til at fortsætte ved folketingsvalget i 1994 og igen ved folketingsvalget i 1998.[66]
- Protester mod Frankrigs planer om atomprøvesprængninger i Oceanien.[67] Ved sin deltagelse i proteserne blev den cyklende statsminister, Nyrup, husket for cykelhjelmen.[68]
- Greenpeace førte an i proteser mod dumpningen af Shells olieplatform, Brent Spar, i Nordsøen.[69]
- Komikeren Jacob Haugaard[70] (løsgænger) blev medlem af Folketinget i 1994;[71] Haugaard havde bl.a. lovet medvind på cykelstier.[72]
- Bente Juncker (CD) var socialminister i 14 dage i 1994.[73] Senere, i december 1996, forlod hele CD regeringen.[74]
- Indenrigsminister Birte Weiss (soc.dem.) anbefalede dannelsen af et storamt i hovedstadsområdet,[75] men regeringsparteren, Radikale Venstre, var uenig.
- Tamil-sagen[76] blev afgjort med Rigsrettens dom af 22. juni 1995: Daværende justitsminister Erik Ninn-Hansen blev idømt fire måneders betinget fængsel.[77]
- En partileder kørte bil i spirituspåvirket tilstand, men Hans Engell blev stoppet af en betonklods.[78] Efterfølgeren valgte at lyve og benægtede sin dom for spritkørsel.[79]
- Efter Fremskridtspartiets landsmøde i 1995 dannede Pia K. og andre politikere Dansk Folkeparti;[80] men statsministeren mente, at partiet ikke ville blive stuerent.[81]
- Den 24. august 1991 genoptog Danmark diplomatiske forbindelser med de tre baltiske lande, Estland, Letland og Litauen.[82]
- 1994-95 var RiBus-konflikten;[83] få år senere, i 1998, affødte den omfattende strejke "gærkrisen”.[84]
- 18. maj-urolighederne på Nørrebro fandt sted i 1993; hvorved betjente affyrede i alt 113 skud.[85]
- I en historisk fangeflugt flåede en gummiged et stort hul i muren til Vridsløselille Fængsel,[86] så 12 indsatte løb ud.[87]
- Store Nordiske Rockerkrig kostede tre mennesker livet.[88]
- Den lille Havfrue mistede hovedet for anden gang.[89]
- Rasmus Trads og Kurt Thorsen blev hovedpersoner[90] i PFA-sagen.[91]
- Ifølge Højesterets afgørelse var Tvind-loven grundlovsstridig og dermed ugyldig.[92]
- Som den første siddende amerikanske præsident nogensinde besøgte Bill Clinton København.[93]
- Storebæltsforbindelsen blev indviet.[94]
- Ekstra Bladet lancerede en række artikler om “De Fremmede“.[95]
- BonBon-Land åbnede.[96]
- Tina Kjær var blikfang bl.a. i TV-programmet Skattefri Lørdag[97] samt i flere reklamer for Jolly Cola,[98] AcceptCard[99] og Triumph.[100]
- Moses Hansen demonstrerede mod sexmesse i Herning.[101] Magnum var en serie af store is[102] med opsigtsvækkende reklamer.[103]
- Endnu en TV-kanal blev lanceret: DR2[104]
- Prins Joachim og Alexandra blev gift i 1995.[105] Samme år skulle en grøn laserståle langs den jyske vestkyst markere de 50 år, der var gået siden befrielsen i 1945.[106]
- En hval svømmede ind i Randers Fjord.[107] En svaneøgles tand blev fundet på Bornholm.[108] I 1999 var en elg i Nordsjælland.[109]

## Verdens lederende politikere
- George H.W. Bush, USA's præsident 1989 - 93
- Bill Clinton, USA's præsident 1993 - 2000
- Helmut Kohl, Forbundsrepublikken Tysklands kansler 1982 - 1998
- Gerhard Schröder, Forbundsrepublikken Tysklands kansler 1998 - 2005
- François Mitterrand, Frankrigs præsident 1981 - 1995
- Jacques Chirac, Frankrigs præsident 1995 - 2007
- John Major, britisk prime minister 1990 - 1997
- Tony Blair, britisk prime minister 1997 - 2007
- pave Johannes Paul 2. (1978 - 2005)
- Lech Wałęsa, Polens præsident 1990 - 1995
- Václav Havel, Tjekkoslovakiets præsident 1989 - 1992 & herefter Tjekkiets præsident 1993 - 2003
- Nelson Mandela, Sydafrikas præsident 1994 - 1999
- Slobodan Milošević, Jugoslaviens og/eller Serbiens statsleder 1990 - 2000
- Alberto Fujimori, Perus præsident 1990 - 2000
- Fidel Castro, Cubas ministerpræsident og senere præsident (de facto diktator) 1959 - 2008
- Mikhail Gorbatjov, USSR's kommunistiske partis generalsekretær 1985 - 91
- Boris Jeltsin, Ruslands præsident 1991 - 1999
- Deng Xiaoping, Kinas leder 1978 - 1997
- Jiang Zemin, Kinas kommunistiske partis generalsekretær 1989 - 2002
- Kim Il-sung, Nordkoreas leder 1948 - 1994
- Kim Jong-il, Nordkoreas leder 1991 (eller 1994) til 2011
- Yitzhak Rabin, israelsk prime minister 1974 - 1977 og igen 1992 - 1995
- Yasser Arafat, palæstinensisk politiker & PLO's leder 1969 - 2004
- Hafez al-Assad, Syriens præsident 1971 - 2000
- oberst Muammar Gaddafi, Libyens statsleder (de facto diktator) 1969 - 2011
- Saddam Hussein, Iraks præsident (de facto diktator) 1979 - 2003

## Sportsbegivenheder
- 1990 VM i fodbold
- 1992 OL i Barcelona & Danmarks herrehold vandt EM i fodbold[110]
- 1994 Vinter-OL i Lillehammer & VM i fodbold & Danmarks håndbold-damer vandt EM
- 1996 OL i Atlanta, hvor Danmarks håndbold-damer vandt guld[111] i & Bjarne Riis vandt Tour de France[112]
- 1997 Danmarks håndbold-damer vandt VM.[113]
- 1998 Vinter-OL i Nagano, hvor Danmarks damer vandt sølv i curling[114] & VM i fodbold

Udenlandske sportsudøvere
- Roberto Baggio
- Michael Jordan
- Miguel Indurain
- Jürgen Klinsmann
- Diego Maradona
- Shaquille O'Neal
- Romario
- Ronaldo
- Alan Shearer
- Zinedine Zidane

Danske sportsudøvere
- Jernhårde ladies: Anja Andersen, Camilla Andersen, Tina Bøttzau, Anette Hoffman, Tonje Kjærgaard, Janne Kolling, Susanne Lauritsen, Gitte Madsen, Lene Rantala, Gitte Sunesen, Anne Dorthe Tanderup, Lone Mathiesen, Merete Møller, Maybritt Nielsen, Helle Simonsen og Karina Jespersen[115]
- Rikke Solberg
- Mette Jacobsen
- Richard Møller Nielsens EM trup 1992: Peter Schmeichel, John Sivebæk, Kent Nielsen, Lars Olsen, Henrik Andersen, Kim Christofte, John ’Faxe’ Jensen, Johnny Mølby, Flemming Povlsen, Lars Elstrup, Brian Laudrup, Torben Piechnik, Henrik Larsen, Torben Frank, Bent Christensen, Mogens Krogh, Claus Christiansen, Kim Vilfort, Peter Nielsen, Morten Bruun[116]
- Michael Laudrup
- Kenneth Carlsen
- Rolf Sørensen

## Tegnefilm
Disney
1990: Bernard og Bianca: SOS fra Australien
1991: Skønheden og Udyret
1992: Aladdin
1994: Løvernes Konge
1995: Pocahontas
1996: Klokkeren fra Notre Dame
1997: Herkules
1998: Mulan
1999: Tarzan
Danmark
- Jungledyret Hugo var en serie.[118]

## Film, skuespillere og instruktører
Hollywood
- Demi Moore (Ghost & Et frækt tilbud & Striptease)
- Helen Hunt (As Good as It Gets)
- Julia Roberts (Pretty Woman)
- Kate Winslet (Titanic)
- Nicole Kidman (Days of Thunder)
- Michelle Pfeiffer (Det russiske hus)
- Meryl Streep & Goldie Hawn (Døden klæ'r hende)
- Catherine Zeta-Jones (Catherine the Great & The Mask of Zorro & Entrapment)
- Sandra Bullock (Speed)
- Kevin Costner (Danser med ulve & The Bodyguard)
- Harrison Ford (Måske uskyldig & Flygtningen & Air Force One)
- Quentin Tarantino & Bruce Willis (Pulp Fiction)
- Jim Carrey (Mask)
- Jeff Goldblum & Richard Attenborough (Jurassic Park & The Lost World: Jurassic Park)
- Mike Myers & Dana Carvey (Wayne's World)
- Tom Hanks (Forrest Gump)
- Jack Nicholson (Et spørgsmål om ære)
- Eddie Murphy & Steve Martin (Bowfinger)
- Mel Gibson (Forever Young)
- Adam Sandler (Happy Gilmore)
- Tim Burton
- Samuel L. Jackson
- Ashley Judd
- Meg Ryan
- M. Night Shyamalan
- Billy Bob Thornton
- Uma Thurman

Danmark
- Komedierne[119] Camping[120] og Bananen - Skræl den før din nabo[121] var blandt årtiets første film.[122]
- Film om utroskab var der plads til: Lad isbjørnene danse[123] og De frigjorte.[124]
- De nøgne træer[125] og Drengene fra Sankt Petri[126] var film om besættelsen og modstand.
- Det forsømte forår[127] filmatiserede Hans Scherfigs berømte roman.
- Flere medvirkende i Den gode, den onde og den virk'li sjove indspillede facen Hjælp - Min datter vil giftes.[128]
- Filmserien Krummerne opstod.[129]
- Den uigenkaldeligt sidste Olsen-banden-film var Olsen-banden sidste stik.[130]
- Blandt dogmefilmene var Festen, Idioterne og Mifunes sidste sang.[131]
- Der var gys og gru i filmene Nattevagten,[132] Sidste time[133] og Nattens engel.[134]
- Sidst i årtiet var I Kina spiser de hunde en action-komedie.[135] Den romantiske komedie, Den eneste ene, sluttede årtiet.[136]

## TV-serier
Amerikanske
- Friends[137][138]
- Beverly Hills 90210[139]
- Melrose Place[140]
- Baywatch (1989 - 2001) var en populær[141] serie,[142] der blev set af flere end 1,1 mia. seere hver uge.[143]
- Sex and the City[144]

Danske
- Den gode, den onde og den virk'li sjove gav os noget af grine af[145] med manus af bl.a. Ole Bornedal.[146]
- Lars von Triers gyser-serie Riget[147] (med mindst en medvirkende, der også medvirkede i Matador: Ghita Nørby, Kirsten Rolfes og Holger Juul Hansen)
- En række historiske serier: Kald mig Liva[148] (Ulla Henningsen er hentet fra Matador) og Gøngehøvdingen (Per Pallesen, Kurt Ravn og Paul Hüttel er hentet fra Matador)[149] samt Bryggeren (Joen Bille er hentet fra Matador).[150]
- Tre nutidige serier: Landsbyen (Kirsten Rolfes og Paul Hüttel er hentet fra Matador)[151] og TAXA (John Hahn-Petersen og Finn Nielsen er hente fra Matador)[152] samt Madsen og Co. (med Holger Juul Hansen som er hentet fra Matador.)
- En naturlig forklaring med Poul Thomsen fortalte om dyrene.[153]
- Casper Christensen var vært på Husk lige tandbørsten[154] og radioprogrammet Tæskeholdet[155][156]
- Mandagschancen[157][158]
- Eleva2eren[159]
- Lykkehjulet[160] (efter amerikansk forbillede): Wheel of Fortune
- Jeopardy[161] (efter amerikansk forbillede)
- Den store klassefest[162][163]
- Strisser på Samsø (Finn Storgaard og Joen Bille er hentet fra Matador.)[164]
- Flere julekalendre for voksne: Jul i den gamle trædemølle[165] og The Julekalender[166] samt Juletestamentet[167]
- Hvide løgne[168] med Joen Bille, som også medvirkede i Matador (efter svensk forlæg): Vita lögner[169]
- Kaos i opgangen[170] (efter amerikansk forlæg): The Honeymooners
- Fangerne på Fortet[171] (efter fransk forbillede): Les Clés de Fort Boyard
- Reality TV så dagens lys med bl.a.[172] Robinson Ekspeditionen.[173]

## Musik
Engelsksproget
- Den danske gruppe Cut'N'Move sang "Give It Up". Me & My sang Dub-I-Dub[174] og Whigfield så frem til Saturday Night.[175] Men Aqua[176][177] opnåede international succes med sangen "Barbie Girl".[178]
- Det svenske broderfolk kunne også producere musik: både den ABBA-inspirerede gruppe Ace of Base, popduon Roxette og Graaf Sisters (en).[179]
- De britiske Spice Girls sang om Girl Power.[180]
- Celine Dion (Titanic)
- Mariah Carey[181]
- Madonna[181]
- Britney Spears[177] (1999): "......Baby One More Time"
- Alice In Chains
- Metallica[182]
- Nirvana[183]
- Backstreet Boys[184]
- Pearl Jam[185]
- U2[186]
- Guns N' Roses[187]
- Bon Jovi
- Foo Fighters
- Jeff Buckley
- Oasis
- Rave
- Red Hot Chili Peppers
- Soundgarden
- Techno
- Nsync
- 2Pac
- Limp Bizkit

Dansk musik udviste stor diversitet
Shu-bi-dua blev udsat for "Sexchikane." Lene Siel sang om Fuglene. I 1998 var Den Gale Pose Spændt op til lir, og Jacob Haugaard (MF 1994 - 98) sang Det er hammer hammer fedt.

## Populære computerspil o.l.
Nokia 3310 havde Snake; ligesom Game Boy havde Tetris. Endnu en håndholdt spilekonsol var Sega Game Gear.
Spilekonsoller gav mulighed for at spille Sonic the Hedgehog (Sega) eller Super Mario World og Super Mario Kart (Super Nintendo). Spillekonsollen PlayStation kom i handlen og senere Nintendo 64.
På PC fandtes de små tidsrøvere: Minestryger, 7-kabale, Hjerterfri samt isbjørnen Oswald og Skærmtrolden Hugo og Europaspillet;
foruden de mere hårdskydende Doom, Duke Nuke’em, Wolfenstein 3D og ikke mindst Tomb Raider.

## Moden
Beklædning i 1990'erne gjorde årtiet til noget særligt med bl.a. buffalostøvler kombineret med rottehaler og overalls. Army camouflage tøj og støvler samt bøllehat var en mulighed. Hullede jeans var udbredte.
Frisurer
Etageklippede lokker eller grydehår var udbredte.
Kvindelige modeller
Kate Moss, Claudia Schiffer og Christy Turlington samt Linda Evangelista, Cindy Crawford, Naomi Campbell, Christy Turlington
Mandlige modeller
Bruce Weber, Joel West og Alexander Lundqvist

## Dansk skønlitteratur
I 1990'erne var dansk skønlitteratur præget af minimalistisk realisme. I 1994 modtog Svend Åge Madsen Radioens Romanpris.
Til udgiverne hørte:
1991 Ib Michael publicerede Vanillepigen.
1992 Peter Høeg publicerede Frøken Smillas fornemmelse for sne.
1993 Kirsten Hammann publicerede Vera Winkelvir. Morten Ramsland fik debut med Når fuglene driver bort.
1993 Merete Pryds Helle publicerede Vandpest.
1995 Naja Marie Aidt publicerede sin trilogi. Mette Thomsen publicerede romanen Plastic. Katrine Marie Guldager publicerede Styrt.
1996 Helle Helle publicerede Rester. Peter Høeg publicerede Kvinden og aben.
1997 udkom Jan Sonnergaards Radiator, der var en opsigtsvækkende novellesamling.
1998 Christina Hesselholdt publicerede Hovedstolen.

## Viden om 1990'erne

### Bøger om 1990'erne
Engelsksprogede
- Randy Laist: Cinema of Simulation - Hyperreal Hollywood in the Long 1990s. 2015. Bloomsbury Academic. ISBN 9781501320033
- Anne Rooney: The 1990s. 2009. Flachs. ISBN 9788762713789

Danske
- Ditte Giese:[222] 90’er bogen - fortællinger fra det sjove årti. 2009. Gyldendal. ISBN 9788702079500
- Jens-Emil Nielsen: Ung i 90’erne. 2006. Her & Nu. ISBN 87-90184-50-5
- Jens-Emil Nielsen: 90'er rock - dansk rock 1990 - 2000. 2015. Her&Nu. ISBN 9788793093713
- Ove Dahl:[223] Tilbage til 90’erne - Alle de ting, du har glemt, du kan huske. 2014. Gyldendal. ISBN 9788702162509

### Film om 1990'erne
- 2014: Endnu en film om krummerne: Krummerne - alt på spil
- 2015: Sommeren '92 [224]

### Serie om sport i 1990'erne
- 2012 - 14: Lillehammer '94[225]